# Tadeusz Żółtek
Tadeusz Żółtek (ur. 31 sierpnia 1937 w Mińsku Mazowieckim) – polski szachista, mistrz FIDE od 1980, trener szachowy I klasy od 1989 roku.

## Kariera szachowa
Jako zawodnik związany był ze środowiskiem łódzkim. W barwach klubów "Start" i "Anilana"  zdobył pięć medali drużynowych mistrzostw Polski: 3 srebrne (1963, 1976, 1977) oraz 2 brązowe (1964, 1975). Poza tym, w 1979 r. zdobył w Kaliszu brązowy medal drużynowych mistrzostw Polski w szachach błyskawicznych. Pomiędzy 1966 a 1982 r. siedmiokrotnie wystąpił w finałach indywidualnych mistrzostw Polski, najlepszy wynik osiągając w 1973 r. w Gdyni, gdzie zajął VIII miejsce (w turnieju tym pokonał m.in. wielokrotnych olimpijczyków, mistrzów międzynarodowych Zbigniewa Dodę, Andrzeja Sydora i Jerzego Kostro).
W drugiej połowie lat 90. należał do światowej czołówki szachistów słabowidzących. W 1995 r. zajął IV m. w indywidualnych mistrzostwach Europy, w 1999 r. zdobył w Krynicy tytuł mistrza Europy, natomiast w 2000 r. zajął III m. w rozegranych w Benasque mistrzostwach świata. W latach 1996–2012 pięciokrotnie reprezentował Polskę na Olimpiadach Szachowych Niewidomych, zdobywając wspólnie z drużyną dwa medale: złoty (2004) oraz srebrny (2000). Oprócz tego, w latach 1998–2005 trzykrotnie uczestniczył w Drużynowych Mistrzostwach Świata Niewidomych, sześciokrotnie zdobywając medale: wspólnie z drużyną – dwa złote (2001, 2005) i brązowy (1998) oraz indywidualnie – dwa złote (1998 – na II szachownicy, 2005 – na II szachownicy) i srebrny (2001 – na III szachownicy). W 2004 r. wystąpił w drużynie Międzynarodowego Stowarzyszenia Szachistów Niewidomych na olimpiadzie w Calvii, zdobywając 6 pkt w 11 partiach.
W 1995 r. zdobył w Olsztynie tytuł mistrza Polski Niewidomych, poza tym wielokrotnie zdobywał w finałowych turniejach medale srebrne i brązowe. W 2002 r. zwyciężył w rozegranym w Bydgoszczy turnieju z okazji 50-lecia szachów wśród niewidomych w Polsce.
Sukcesy odnosił również w mistrzostwach świata seniorów (zawodników powyżej 60. roku życia), w 1998 r. w turnieju rozegranym w Grieskirchen zajął X miejsce, natomiast w 2002 r. w Naumburg (Saale) był dwunasty. W 2006 r. podzielił I-IV m. w mistrzostwach Polski seniorów, rozegranych w Rowach.
Najwyższy ranking w karierze osiągnął 1 lipca 1973 r., z wynikiem 2370 punktów zajmował wówczas 11. miejsce wśród polskich szachistów.